# Tabanus justorius
Tabanus justorius är en tvåvingeart som beskrevs av Camillo Rondani 1875. Tabanus justorius ingår i släktet Tabanus och familjen bromsar. Inga underarter finns listade i Catalogue of Life.